# Cipriscola fasciata
Cipriscola fasciata är en skalbaggsart som först beskrevs av Thomson 1860.  Cipriscola fasciata ingår i släktet Cipriscola och familjen långhorningar.
Artens utbredningsområde är Paraguay. Inga underarter finns listade i Catalogue of Life.